# Теплогорье
Теплогорье — деревня в Великоустюгском районе Вологодской области. Административный центр Теплогорского сельского поселения и Теплогорского сельсовета.
Расстояние до районного центра Великого Устюга по автодороге — 70 км. Ближайшие населённые пункты — Саково, Березовка, Бобыкино.
По переписи 2002 года население — 392 человека (194 мужчины, 198 женщин). Преобладающая национальность — русские (99 %).
В Теплогорье расположены памятники архитектуры Церковь Богородицы и церковно-приходская школа.